# Hart voor Hoorn
Hart van Hoorn is een fractie in de gemeenteraad van Hoorn. De partij werd in de zomer van 2023 opgericht en is een samenvoeging van de fracties van Liberaal Hoorn en De Realistische Partij. Ellen van der Knaap, voorheen raadslid voor de Fractie Tonnaer, heeft zich erbij aangesloten. Daardoor heeft deze fractie vier zetels in de raad.
Fractievoorzitter is Chris de Meij. Deze positie bekleedde hij ook bij Liberaal Hoorn, waarvan hij oprichter is, en eerder bij de VVD.
Hart van Hoorn is uitgesproken rechts georiënteerd. Zo is de partij zeer kritisch op het opvangen van asielzoekers en maakt ze zich hard voor het versterken van veiligheid in de openbare ruimte. De partij is voor de aanleg van de tunnel onder het spoor bij Het Keern.

## Raadsleden
Raadsleden voor de fractie met hun oorspronkelijke politieke identiteit:
- Chris de Meij (Liberaal Hoorn]
- Debby Katers (Liberaal Hoorn)
- Menno Jas (De Realistische Partij)
- Ellen van der Knaap (Fractie Tonnaer)